# Royal Crescent (Bath)

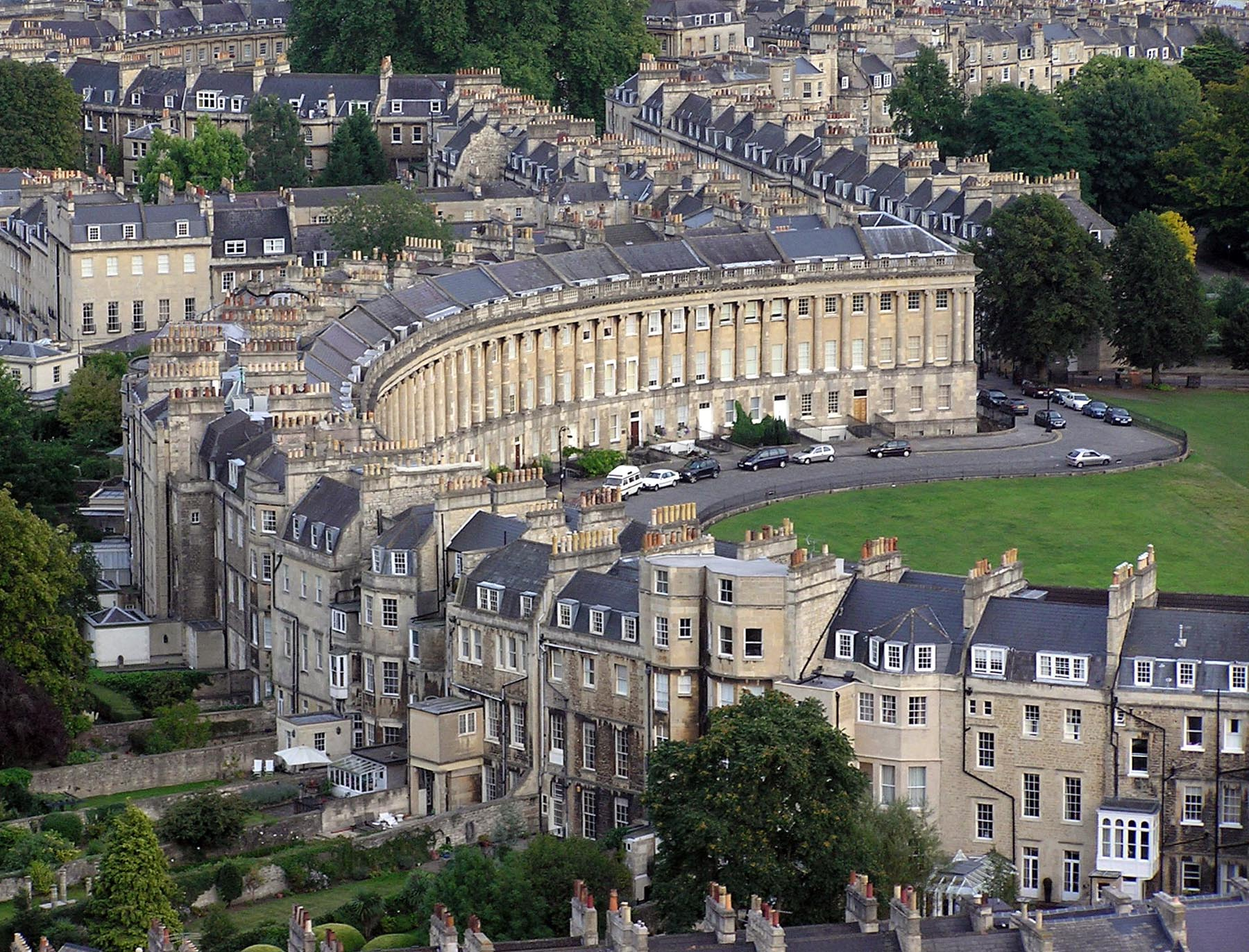
Royal Crescent und Circus (oberer Bildrand) in Bath

Der Royal Crescent („königlicher Halbmond“) in der südwestenglischen Großstadt Bath in der Grafschaft (county) Somerset ist eines der außergewöhnlichsten Bauprojekte im Europa des 18. Jahrhunderts; er ist als Grade-I-Bauwerk anerkannt.

## Lage
Der auf Sicht hin angelegte Royal Crescent befindet sich am oberen Ende eines leicht ansteigenden und schon zur Zeit der Erbauung als Wiese genutzten Geländes in der Thermal- und Kurstadt Bath. Die Wiese ist seit Beginn durch einen Ha-Ha-Graben zweigeteilt.

## Geschichte
Architekt des in den Jahren zwischen 1767 und 1774 im Georgianischen Stil erbauten Crescent war John Wood der Jüngere, der sich in gewisser Weise an der Gestaltung des von seinem Vater John Wood dem Älteren in den Jahren 1754–1769 entworfenen und nur etwa 300 m entfernten Circus in derselben Stadt orientierte. Im Zweiten Weltkrieg wurden Teile des Gebäudes durch Fliegerbomben beschädigt. Während die meisten Häuser immer noch zu Wohnzwecken dienen, ist in Haus Nr. 1 ein Museum und in den zentralen Häusern Nr. 15 und 16 ein Hotel untergebracht.

## Architektur
Der Baukomplex besteht aus 30 halbkreisförmig aneinander gebauten Häusern mit vorgeblendeten Dreiviertelsäulen mit ionischen Kapitellen, die ihm in seiner Gesamtheit das Aussehen eines Palastes verleihen. Während das Untergeschoss (Souterrain) den Wirtschafts- und Lagerräumen (z. B. Küche) vorbehalten war, befinden sich hinter den von Halbsäulen gerahmten Fenstern im Mittelgeschoss die Repräsentationsräume und darüber die Schlafräume der Herrschaften. In den von einer Balustrade verdeckten, gedrungenen und nur von kleinen Fenstern belichteten Dachräumen waren die Schlafkammern der Dienstboten untergebracht.

## Bedeutung
Sowohl der Royal Crescent als auch der Circus können als Sinnbild des gewachsenen Selbstbewusstseins des durch Handel und Arbeit wohlhabend gewordenen Bürgertums gegenüber dem traditionell dominierenden, aber im Verfall begriffenen Adel verstanden werden. Der ursprünglich nur Crescent genannte Baukomplex erhielt den Zusatz Royal erst Jahrzehnte später.

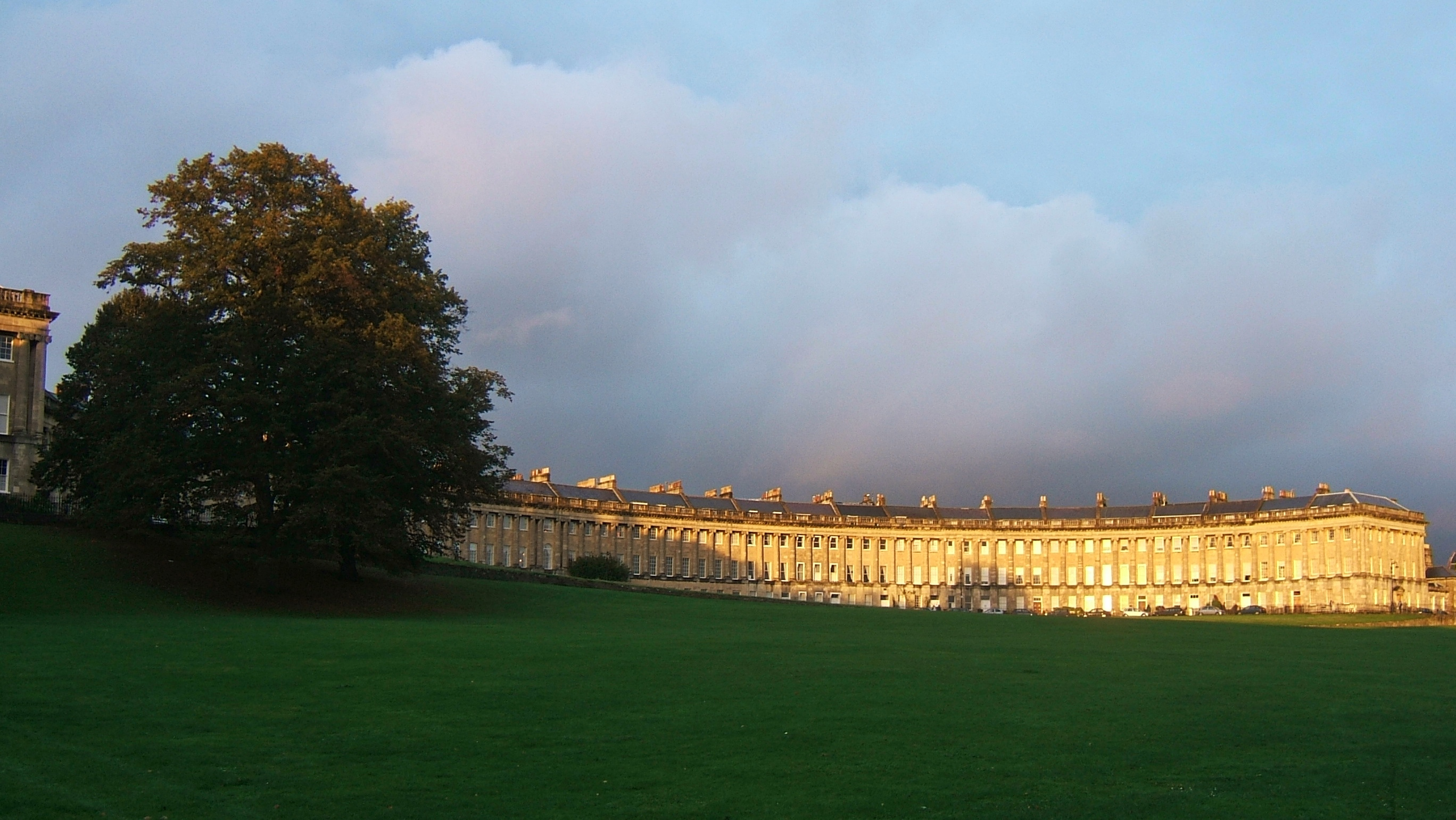
Royal Crescent
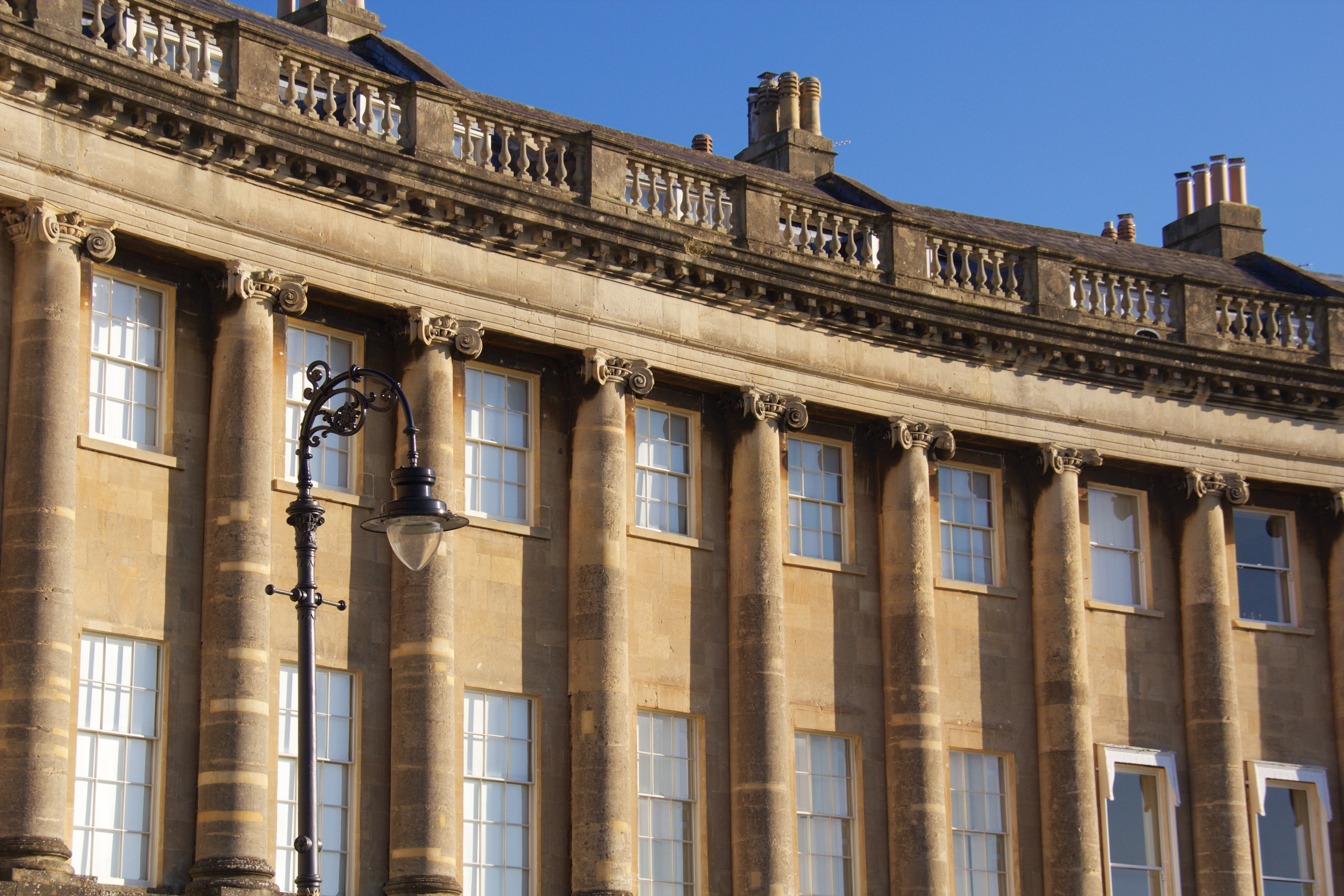
Detail
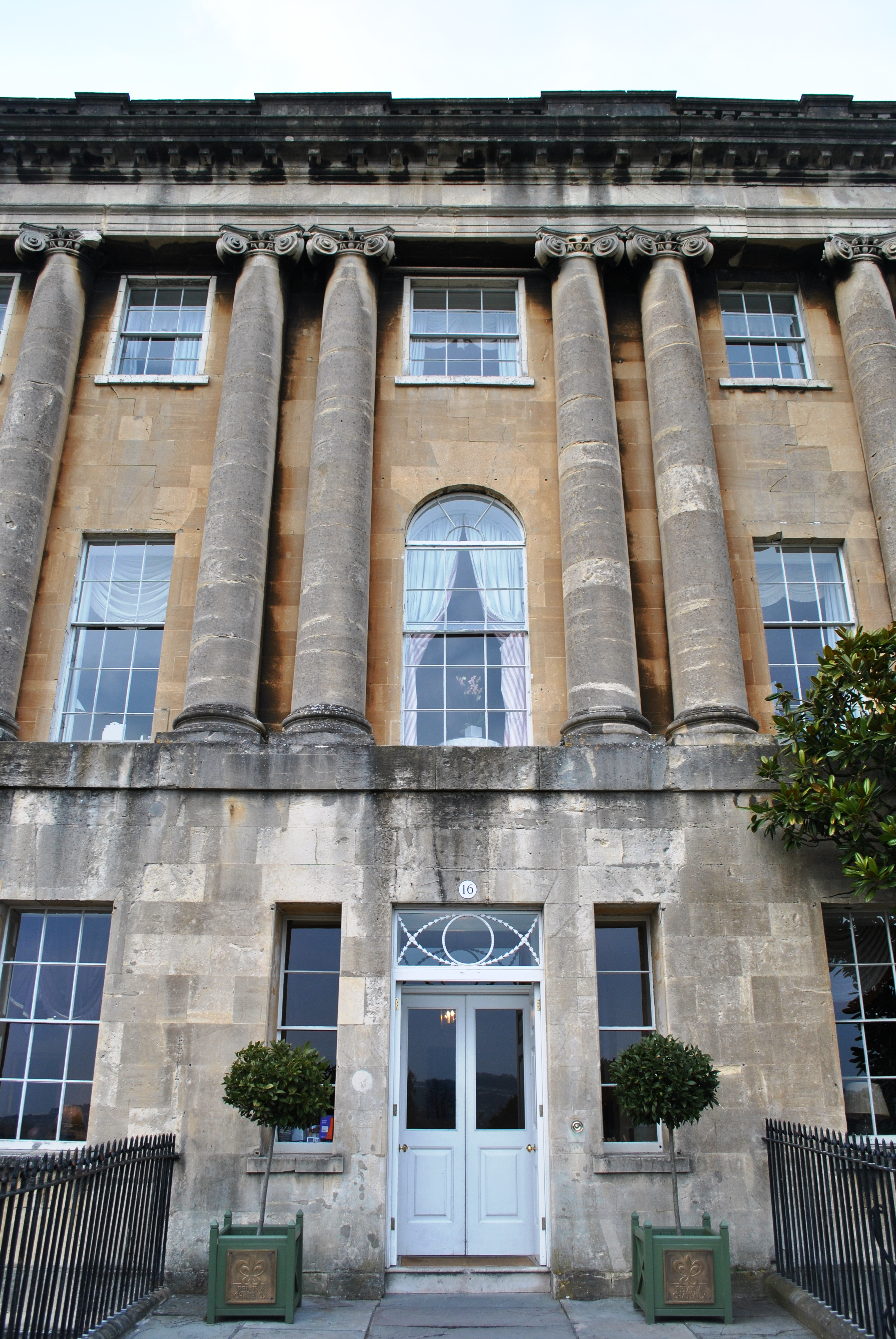
Fassade Nr. 16
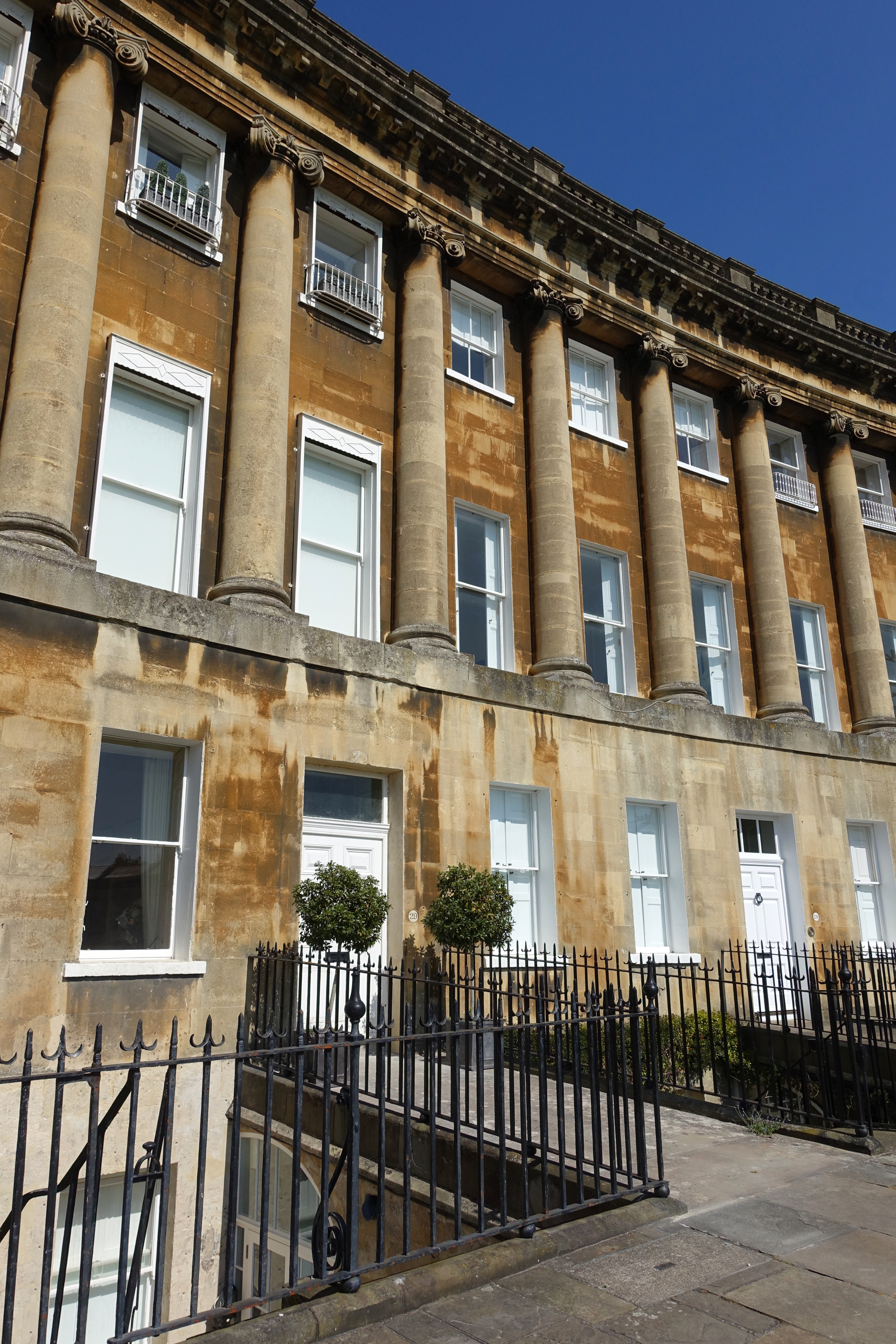
Fassade Nr. 29

## Sonstiges
Der Royal Crescent diente bereits mehrfach als Filmkulisse, so auch im Film Die Herzogin (2008) mit Keira Knightley und Ralph Fiennes.